# Capelle en Botland
Pour les articles homonymes, voir Capelle.
Capelle en Botland est une ancienne commune néerlandaise de la province de la Zélande.
La commune était constituée des hameaux de Botland et de Capelle (ou Kapelle), situé sur la route reliant Nieuwerkerk à Zierikzee. Ce fut une commune éphémère : dès le 1er janvier 1813, la commune Capelle en Botland est supprimée et rattachée à Nieuwerkerk.